# Grabher
Grabher ist ein besonders in der österreichischen Marktgemeinde Lustenau in Vorarlberg häufig vorkommender Familienname.

## Namensträger
- Gebhard Grabher (1889–1966), österreichischer Politiker (SPÖ)
- Gerd Grabher (* 1953), österreichischer Fußballschiedsrichter
- Gernot Grabher (* 1960), österreichischer Wirtschaftsgeograph
- Gudrun M. Grabher (* 1957), österreichische Amerikanistin
- Hannes Grabher (1894–1965), österreichischer Mundart- und Heimatdichter
- Hans-Dieter Grabher (* 1947), österreichischer Politiker, Landesrat (FPÖ), Bürgermeister von Lustenau
- Julia Grabher (* 1996), österreichische Tennisspielerin
- Martin Grabher-Meier (* 1983), österreichischer Eishockeyspieler
- Pius Grabher (* 1993), österreichischer Fußballspieler
- Walter Grabher-Meyer (* 1943), österreichischer Politiker (FPÖ)
- Werner Grabher (* 1948), österreichischer Autor